# Младен Миљановић
Младен Миљановић (Зеница, 16. јун 1981) је српски пост-концептуални умјетник за видео и преформансе из Босне и Херцеговине. Редовни је професор на Академији умјетности Универзитета у Бањој Луци на Катедри за сликарство и Интермедијалну умјетност, ужа умјетничка-научна област: Сликарство (група предмета Интермедијалне умјетности). Члан је Асоцијације умјетника "Дијагонала", Бања Лука. Миљановић је остварио и веома запажену међународну каријеру. Ниво препознавања његовог рада га чине једним од најрелевантнијих умјетника Републике Српске, Босне и Херцеговине али и региона. 

## Биографија
Младен Миљановић је рођен у Зеници 1981. године. Породица Миљановић, отац Димитрије и мајка Душанка, је живјела у гарсоњери у насељу Брист у Зеници. Школовање је започео у Основној школи Сестре Дитрих у Зеници. Почетком ратних 90тих година сели се у Осјечане Горње, село свог оца, гдје завршава Основну школу Чедомир Јаћимовић (данас ЈУ ОШ Радоје Домановић) 1996. године. Средњу школу завршава у Добоју. Након средње школе одлази у војску и завршава Војну школу резервних официра у Добоју гдје касније обучава 30 војника. Након завршетка војне службе уписује Академију умјетности Универзитета у Бањој Луци, смјер Сликарство гдје је дипломирао (2006. године, звање: Дипломирани сликар - професор Ликовне културе) и магистрирао (2010. године, звање: Магистар ликовних умјетности из области Сликарства). Докторирао је на Факултету ликовних уметности у Београду на смјеру Нови медији.

## Професионално искуство
Прије уписа у Академију умјетности радио у клесарској радионици на изради надгробних споменика и изучио је вјештине које је касније користио и у својим радовима јер је један од најважнијих материјала са којим ради управо камен.
Педагошки рад
Др Младен Миљановић је запослен на Академији умјетности Универзитета у Бањој Луци од 28.3.2007. године.
| Година | Функција          | Предмет                                                                                                |
| ------ | ----------------- | --- |
| 2007.  | Асистент          | Интермедијална истраживања                                                                             |
| 2010.  | Доцент            | Сликарство за наставне предмете: Интермедијална умјетност 1,2,3 и 4                                    |
| 2015.  | Ванредни професор | Сликарство, наставни предмети: Интермедијална умјетност изборни 1,2,3 и 4, Видео умјетност, Перформанс |
| 2020.  | Редовни професор  | Умјетност нових медија, Интермедијалне умјетности, Видео умјетности и Перформанса                      |

Од 2013. до 2015. године био је руководилац студијског програма Ликовних умјетности. 
Од 2016. до 2019. године обављао је функцију Продекана за умјетност и међународну сарадњу, гдје је допринио повезивању Академије са другим универзитетима те реализацији низа међународних пројеката и гостовања предавача са иностраних универзитета.
Постао је редовни професор (24. септембар 2020.) на Академији умјетности Универзитета у Бањој Луци, гдје предаје предмете: Умјетност нових медија, Интермедијалне умјетности, Видео умјетности и Перформанса. 
У протеклих неколико година проф. Миљановић је одржао низ предавања на универзитетима, и у музејима у свијету од којих се издвајају: Универзитет у Амстердаму (Холандија), Културни центар Баден Вутенберг у Берлину (Њемачка), Краљевски колеџ у Лондону (Велика Британија), Пера музеј у Истанбулу (Турска), Роберт Гордон Универзитету у Абердину (Шкотска).
Миљановић се бави и друштвеним и терапеутским аспектима умјетности као иницијатор радионица и колоније за особе са инвалидитетом. Волонтер је у удружењу особа са онеспособљењем "Удас", гдје је водио сликарску и вајарску радионицу.

## Стваралаштво
У својим умјетничким радовима Миљановић упућује на савремено стање свијести и друштвене проблеме. Он се бави симболима и мотивима, који доминирају у рату, истражује и рефлектије историју, значење и садржајни састав простора, мјеста и градова, при чему се служи различитим медијима.
Умјетнички радови / изложбе / радионице - приказ дијела умјетничког опуса
| Година | Назив рада                                            | Тип                                       |
| ------ | ----------------------------------------------------- | ----------------------------------------- |
| 2005.  | Хало Бинг, како брат                                  | Колективна жирирана изложба (национална)  |
| 2006.  | Реална присутност                                     | Колективна жирирана изложба (међународна) |
| 2006.  | (Л)имитације - млади умјетници из БиХ                 | Колективна жирирана изложба (међународна) |
| 2006.  | ЗВОНО - изложба финалиста годишње награде             | Колективна жирирана изложба (национална)  |
| 2006.  | Континентални доручак                                 | Колективна жирирана изложба (национална)  |
| 2006.  | Источни сусједи                                       | Колективна жирирана изложба (међународна) |
| 2007.  | Служим умјетности                                     | Самостална изложба (национална)           |
| 2007.  | Релације                                              | Самостална изложба (међународна)          |
| 2007.  | Окупо                                                 | Самостална изложба (међународна)          |
| 2007.  | Међупростор                                           | Колективна жирирана изложба (међународна) |
| 2007.  | ЗВОНО - Финалисти годишње награде                     | Колективна жирирана изложба (национална)  |
| 2007.  | Стратегије самоизолације у доба биополитике           | Колективна жирирана изложба (међународна) |
| 2007.  | Ретроспектрум                                         | Колективна жирирана изложба (национална)  |
| 2007.  | Коркоран                                              | Колективна жирирана изложба (национална)  |
| 2008.  | Служим умјетности                                     | Самостална изложба (национална            |
| 2008.  | Окупациона терапија                                   | Самостална изложба (национална)           |
| 2008.  | Војна у Мир-Спомини у споменицима                     | Колективна жирирана изложба (међународна) |
| 2008.  | Међупростор                                           | Колективна жирирана изложба (међународна) |
| 2008.  | Заједничка изложба победника младих ликовних уметника | Колективна жирирана изложба (међународна) |
| 2008.  | Моја земља Штаглинц                                   | Колективна жирирана изложба (међународна) |
| 2008.  | Спа Порт                                              | Колективна жирирана изложба (међународна) |
| 2008.  | Дјечаци и њихове играчке                              | Колективна жирирана изложба (међународна) |
| 2008.  | Међународни фестивал видео уметности Оребро           | Колективна жирирана изложба (међународна) |
| 2008.  | Портрет Катие Јане                                    | Колективна жирирана изложба (међународна) |
| 2008.  | Умјетник-грађанин - 49, Октобарски салон              | Колективна жирирана изложба (међународна) |
| 2008.  | Бусан биеннале                                        | Колективна жирирана изложба (међународна) |
| 2009.  | Сит-но                                                | Самостална изложба (национална)           |
| 2009.  | Празник неугодности                                   | Самостална изложба (међународна)          |
| 2009.  | Окупациона терапија                                   | Самостална изложба (међународна)          |
| 2009.  | Видео канал 09                                        | Kolektivna žirirana izložba (međunarodna) |
| 2009.  | Umjetnost i terorizam                                 | Kolektivna žirirana izložba (nacionalna)  |
| 2009.  | Лил 3000                                              | Колективна жирирана изложба (међународна) |
| 2009.  | Међупростор                                           | Колективна жирирана изложба (међународна) |
| 2009.  | Имагинарни павиљон БиХ                                | Колективна жирирана изложба (међународна) |
| 2009.  | Вруће или хладно                                      | Колективна жирирана изложба (међународна) |
| 2009.  | Henkel Art.Nagrada                                    | Колективна жирирана изложба (међународна) |
| 2010.  | KILL                                                  | Колективна жирирана изложба (међународна) |
| 2010.  | У служби музеја                                       | Самостална изложба (међународна)          |
| 2010.  | Међупростор                                           | Колективна жирирана изложба (национална)  |
| 2010.  | Умјетност и глобална криза                            | Колективна жирирана изложба (међународна) |
| 2010.  | VIII перформанс и интермедијални фестивал             | Колективна жирирана изложба (међународна) |
| 2010.  | Криег.Кунст.Крисе                                     | Колективна жирирана изложба (међународна) |
| 2010.  | Кондензације социјалног                               | Колективна жирирана изложба (међународна) |
| 2010.  | Крај света каквог познајемо                           | Колективна жирирана изложба (међународна) |
| 2010.  | Босна и Херцеговина тражи изгубљени идентитет         | Колективна жирирана изложба (међународна) |
| 2011.  | Такси до Берлина                                      | Самостална изложба (међународна)          |
| 2011.  | Преписка, Младен Миљановић - Нина Глоцкнер            | Колективна жирирана изложба (међународна) |
| 2011.  | Криег.Кунст.Крисе                                     | Колективна жирирана изложба (међународна) |
| 2011.  | 255.804 km2                                           | Колективна жирирана изложба (међународна) |
| 2011.  | Нема мреже                                            | Колективна жирирана изложба (међународна) |
| 2011.  | Останите гладни                                       | Колективна жирирана изложба (међународна) |
| 2011.  | Континуитет                                           | Колективна жирирана изложба (међународна) |
| 2011.  | Не тако удаљено сећање                                | Колективна жирирана изложба (међународна) |
| 2011.  | Гвоздени аплауз                                       | Колективна жирирана изложба (међународна) |
| 2011.  | Време је да се упознамо - 53. Октобарски салон        | Колективна жирирана изложба (међународна) |
| 2011.  | Иза истине                                            | Колективна жирирана изложба (међународна) |
| 2011.  | Не тако удаљено сећање                                | Колективна жирирана изложба (међународна) |
| 2012.  | Лаку ноћ-стање тијела                                 | Самостална изложба (међународна)          |
| 2012.  | Моћ индига                                            | Самостална изложба (међународна)          |
| 2012.  | Лаку ноћ-стање тијела                                 | Самостална изложба (међународна)          |
| 2012.  | Лаку ноћ-стање тијела                                 | Самостална изложба (међународна)          |
| 2012.  | 5 позиција                                            | Колективна жирирана изложба (национална)  |
| 2012.  | Субјективна запажања                                  | Колективна жирирана изложба (међународна) |
| 2012.  | Појединачни погледи                                   | Колективна жирирана изложба (међународна) |
| 2012.  | Истраживање дунавске регије                           | Колективна жирирана изложба (међународна) |
| 2012.  | Не тако далеко памћење                                | Колективна жирирана изложба (међународна) |
| 2012.  | 14к14                                                 | Колективна жирирана изложба (међународна) |
| 2012.  | МС Ецк / Ор                                           | Колективна жирирана изложба (међународна) |
| 2013.  | Покажи руком гдје те боли                             | Самостална изложба (међународна)          |
| 2013.  | Врт уживања                                           | Самостална изложба (међународна)          |
| 2013.  | Врт уживања                                           | Самостална изложба (национална)           |
| 2013.  | Могу бити гадно стрпљив                               | Колективна жирирана изложба (међународна) |
| 2013.  | Лажем им                                              | Колективна жирирана изложба (међународна) |
| 2013.  | Море је моја земља                                    | Колективна жирирана изложба (међународна) |
| 2013.  | 7 начина за превазилажење затвореног круга            | Колективна жирирана изложба (међународна) |
| 2013.  | Сликарство данас у РС                                 | Колективна жирирана изложба (национална)  |
| 2013.  | Плеј ОН                                               | Колективна жирирана изложба (међународна) |
| 2014.  | Врт уживања                                           | Самостална изложба (национална)           |
| 2014.  | На ивици                                              | Самостална изложба (међународна)          |
| 2014.  | Врт уживања                                           | Самостална изложба (међународна)          |
| 2014.  | Врт уживања                                           | Самостална изложба (међународна)          |
| 2014.  | ДИЈЕЛИТЕ - Превише историје, ВИШЕ будућности          | Колективна жирирана изложба (национална)  |
| 2014.  | Изузетности                                           | Колективна жирирана изложба (национална)  |
| 2014.  | Мемори Лејн                                           | Колективна жирирана изложба (међународна) |
| 2014.  | ДИЈЕЛИТЕ - Превише историје, ВИШЕ будућности          | Колективна жирирана изложба (међународна) |
| 2014.  | Шупља земља / чувај се                                | Колективна жирирана изложба (међународна) |
| 2014.  | Пут у Европу / Желим да причам о рату                 | Колективна жирирана изложба (међународна) |
| 2014.  | Море је моја земља                                    | Колективна жирирана изложба (међународна) |
| 2014.  | Лијепи дани                                           | Колективна жирирана изложба (међународна) |
| 2014.  | Декодирање                                            | Колективна жирирана изложба (међународна) |
| 2014.  | Балкан са Балкона                                     | Колективна жирирана изложба (међународна) |
| 2014.  | Индустријско бијенале савремене уметност              | Колективна жирирана изложба (међународна) |
| 2014.  | Белешке о почетку 20. века                            | Колективна жирирана изложба (међународна) |
| 2014.  | ЕКСПО / Светска академија                             | Колективна жирирана изложба (међународна) |
| 2014.  | Будући савршен                                        | Колективна жирирана изложба (међународна) |
| 2014.  | Заклетва на независну уметност                        | Колективна жирирана изложба (међународна) |
| 2015.  | Сит-но                                                | Самостална изложба (међународна)          |
| 2015.  | Белешке о почетку пролазног 20. века                  | Колективна жирирана изложба (међународна) |
| 2015.  | ЕУРОВИДЕО                                             | Колективна жирирана изложба (међународна) |
| 2015.  | Пламени поздрави                                      | Колективна жирирана изложба (међународна) |
| 2015.  | ДИЈЕЛИТЕ - Превише историје, ВИШЕ будућност           | Колективна жирирана изложба (национална)  |
| 2015.  | Служим умјетности                                     | Колективна жирирана изложба (међународна) |
| 2015.  | Рудници културе                                       | Колективна жирирана изложба (међународна) |
| 2015.  | ОФФ Бијенале                                          | Колективна жирирана изложба (међународна) |
| 2015.  | Белешке о почетку пролазног 20. века                  | Колективна жирирана изложба (међународна) |
| 2015.  | Жеља за слободом                                      | Колективна жирирана изложба (међународна) |
| 2015.  | Пламени поздрави                                      | Колективна жирирана изложба (међународна) |
| 2016.  | Деликт у одсуству                                     | Самостална изложба (међународна)          |
| 2016.  | Савремени тезаурус                                    | Колективна жирирана изложба (међународна) |
| 2016.  | Све у природи има лирску суштину...                   | Колективна жирирана изложба (међународна) |
| 2016.  | Аквизиције                                            | Колективна жирирана изложба (међународна) |
| 2016.  | Conquer the beauty                                    | Колективна жирирана изложба (међународна) |
| 2016.  | Савремени тезаурус                                    | Колективна жирирана изложба (међународна) |
| 2016.  | У служби ваше бриге                                   | Колективна жирирана изложба (међународна) |
| 2016.  | Наопако: Домаћин критике                              | Колективна жирирана изложба (међународна) |
| 2016.  | Кокаин                                                | Колективна жирирана изложба (међународна) |
| 2016.  | Потенцијали у оквиру                                  | Колективна жирирана изложба (међународна) |
| 2016.  | 14к14                                                 | Колективна жирирана изложба (национална)  |
| 2016.  | Закон о високој жици                                  | Колективна жирирана изложба (међународна) |
| 2016.  | Хладни фронт с Балкана                                | Колективна жирирана изложба (међународна) |
| 2016.  | Крхко тело/материјално тело                           | Колективна жирирана изложба (међународна) |
| 2016.  | Медитеранска обала                                    | Колективна жирирана изложба (међународна) |
| 2016.  | Материјално уметничко тело                            | Колективна жирирана изложба (међународна) |
| 2016.  | Notes on the Beginning...                             | Колективна жирирана изложба (међународна) |
| 2017.  | Спаваћа соба мојих родитеља                           | Самостална изложба (национална)           |
| 2017.  | У ниском лету                                         | Самостална изложба (међународна)          |
| 2017.  | Удар                                                  | Самостална изложба (међународна)          |
| 2017.  | ГИФ и градови                                         | Колективна жирирана изложба (међународна) |
| 2017.  | 14к14                                                 | Колективна жирирана изложба (међународна) |
| 2017.  | Имаго Мунди                                           | Колективна жирирана изложба (међународна) |
| 2017.  | Рудари културе                                        | Колективна жирирана изложба (међународна) |
| 2017.  | Умрети од смеха                                       | Колективна жирирана изложба (међународна) |
| 2017.  | 14к14                                                 | Колективна жирирана изложба (међународна) |
| 2017.  | Обнова                                                | Колективна жирирана изложба (међународна) |
| 2018.  | Од генетике до епигенетике                            | Колективна жирирана изложба (међународна) |
| 2018.  | The Sarajevo Storage                                  | Колективна жирирана изложба (национална)  |
| 2018.  | 14х14                                                 | Колективна жирирана изложба (међународна) |
| 2018.  | Reconciliations                                       | Колективна жирирана изложба (међународна) |
| 2018.  | Fragile                                               | Колективна жирирана изложба (међународна) |
| 2018.  | Имаго Мунди                                           | Колективна жирирана изложба (међународна) |
| 2018.  | Notes on the Beginning...                             | Колективна жирирана изложба (међународна) |
| 2018.  | The Sarajevo Storage                                  | Колективна жирирана изложба (национална)  |
| 2018.  | Beginning                                             | Колективна жирирана изложба (међународна) |
| 2018.  | Reconciliations                                       | Колективна жирирана изложба (међународна) |
| 2019.  | Утопијски реализам                                    | Самостална изложба (међународна)          |
| 2019.  | Дидактички зид                                        | Самостална изложба (национална)           |
| 2019.  | Аперта фенестра                                       | Самостална изложба (национална)           |
| 2019.  | Жеља за слободом                                      | Колективна жирирана изложба (међународна) |
| 2019.  | Босански Видео Арт Кафе                               | Колективна жирирана изложба (међународна) |
| 2019.  | East Eyes Bound                                       | Колективна жирирана изложба (међународна) |
| 2019.  | Звуци домовине                                        | Колективна жирирана изложба (међународна) |
| 2019.  | Напета садашњост                                      | Колективна жирирана изложба (међународна) |
| 2019.  | Егзодус                                               | Колективна жирирана изложба (међународна) |
| 2020.  | Достојанство човека ...                               | Колективна жирирана изложба (међународна) |
| 2020.  | Жеља за слободом                                      | Колективна жирирана изложба (национална)  |
| 2020.  | 3. бијенале савремене уметности УЛА 2014              | Колективна жирирана изложба (међународна) |
| 2020.  | Гимнастика                                            | Колективна жирирана изложба (међународна) |
| 2020.  | Реконструкција                                        | Колективна жирирана изложба (национална)  |
| 2020.  | Bring in Weight                                       | Колективна жирирана изложба (међународна) |
| 2021.  | Смрт (на) екрану                                      | Самостална изложба (међународна)          |

Младенови радови су представљани у свјетским музејима и галеријама као што су наступи у 15. Видео-бијеналу у Бусану, 13. Бијеналу у Каиру, поред осталих групних изложби. Његови самостални пројекти представљани су широм свијета, а издвајају се наступи: МУМОК, Беч (2010); Галерија МЦ, Њујорк (2012); Галерија ацб, Будимпешта (2014–2017); Галерија А+А,  Венеција (2012); Музеј савремене умјетности Републике Српске, Бања Лука (2008); Neue Galerie, Грац (2007), те многи други.
Био је први представник из Републике Српске у оквиру павиљона Босне и Херцеговине на 55. Бијеналу у Венецији, када је павиљон „Врт уживања” у продукцији Музеја савремене умјетности Републике Српске стручна јавност прогласила за један од 10 најбољих павиљона на Бијеналу.

## Награде и признања
- 2005. Награда Ротари клуба за постигнути успјех на студијима, Бања Лука, Босна и Херцеговина[11]
- 2006. Награде Музеја савремене умјетности Републике Српске за најбоље радове на завршној изложби Академије умјетности [12]
- 2007. “Звоно” награда за најуспјешнијег младох умјетника у Босни и Херцеговини, Сарајево, Босна и Херцеговина[13]
- 2009. “Хенкел Арт” 09, МУМОК музеј, Беч, Аустрија[14][15] И то у конкуренцији 846 умјетника из 32 земље, те је тиме и самостално излагао у МУМОК музеју у Бечу (Аустрија)
- 2017. Номинација за награду"Sussmann Award", Беч, Аустрија [16]
- 2020. Међународна награда „Бели Апхроид”, Марибор, Словенија[17]
- 2020. Награда Меморијала Надежде Петровић, Чачак, Србија[18]
- 2021. "Плакета Града Бања Лука" ”за изузетна остварења у области умјетности”[19]